# Linebarrels of Iron
Kurogane no Linebarrels (鉄のラインバレル?, Kurogane no Rainbareru) è un manga fantascientifico di Eiichi Shimizu e Tomohiro Shimoguchi. Nel 2008 è stato trasposto in un anime di 24 episodi realizzato dallo studio Gonzo.

## Trama
Il protagonista Hayase Koichi è un ragazzo debole e sfruttato dai compagni di scuola più grandi, nonostante questo lui sogna di diventare un paladino della giustizia e aiutare i deboli. La sua vita però è destinata a cambiare quando un'enorme macchina di nome linebarrel si schianta al suolo ferendolo a morte, ma grazie all'aiuto del pilota, una ragazza di nome Emi Kizaki, la sua vita viene "rigenerata" da linebarrel, in cambio però dovrà condividere la sua esistenza con quella del mech diventandone non solo il pilota ma anche parte integrante della sua anima. Questo conferirà al ragazzo un enorme potere, infatti anche non essendo a bordo di esso il suo corpo è notevolmente più forte di prima, questa nuova forza e il suo desiderio di giustizia lo porteranno a essere non proprio il paladino che sognava di essere.

## Curiosità
- Il fumetto, in Giappone, è consigliato da due mostri sacri del settore, Yoshikazu Yasuhiko (curatore del character design delle serie animate di Combattler V, Zambot 3 e Mobile Suit Gundam) e Mamoru Nagano (Mobile Suit Gundam), e in Italia è pubblicato da Flashbook, ma interrotto all'undicesimo volume a causa del fallimento dell'azienda.[senza fonte]
- In Giappone il manga è stato pubblicato anche nell'edizione Perfect Edition, che contiene anche un capitolo extra.

## Episodi anime
| Nº | Giapponese 「Kanji」 - Rōmaji                                         | In onda          | In onda |
| Nº | Giapponese 「Kanji」 - Rōmaji                                         | Giapponese       |         |
| 1  | 「クロガネと少年」 - Kurogane to Shōnen                               | 3 ottobre 2008   |         |
| 2  | 「疾走する正義」 - Shissō Suru Seigi                                  | 10 ottobre 2008  |         |
| 3  | 「青の恐怖」 - Ao no Kyōfu                                            | 17 ottobre 2008  |         |
| 4  | 「正義の代償」 - Seigi no Daishō                                      | 24 ottobre 2008  |         |
| 5  | 「明日への道標」 - Ashita e no Dōhyō                                  | 31 ottobre 2008  |         |
| 6  | 「明るい夜」 - Akarui Yoru                                            | 7 novembre 2008  |         |
| 7  | 「サイアクな放課後」 - Saiaku na Hōkago                               | 14 novembre 2008 |         |
| 8  | 「戯れの鬼たち」 - Tawamure no Onitachi                               | 21 novembre 2008 |         |
| 9  | 「ブラック·チェンバー」 - Burakku Chenbā                              | 28 novembre 2008 |         |
| 10 | 「OVER DRIVE」                                                        | 5 dicembre 2008  |         |
| 11 | 「SUPER NOVA」                                                        | 12 dicembre 2008 |         |
| 12 | 「南海より愛をこめて」 - Nankai yori Ai o Komete                      | 19 dicembre 2008 |         |
| 13 | 「ザダーク華麗なる暗殺」 - Sadāku Karei naru Ansatsu                  | 26 dicembre 2008 |         |
| 14 | 「流れる血、失うは涙」 - Nagareru Chi, Ushinau wa Namida              | 9 gennaio 2009   |         |
| 15 | 「ベクトル」 - Bekutoru                                               | 16 gennaio 2009  |         |
| 16 | 「黄昏の断罪」 - Tasogare no Danzai                                   | 23 gennaio 2009  |         |
| 17 | 「機械じかけの呪い」 - Kikaijikake no Noroi                           | 30 gennaio 2009  |         |
| 18 | 「メメント·モリ」 - Memento Mori                                      | 6 febbraio 2009  |         |
| 19 | 「届く陽、暴かれる陰」 - Todoku Hikari, Abakareru Kage                | 13 febbraio 2009 |         |
| 20 | 「運命の男」 - Unmei no Hito                                          | 20 febbraio 2009 |         |
| 21 | 「狂気の翼」 - Kyōki no Tsubasa                                       | 27 febbraio 2009 |         |
| 22 | 「鬼を喰らうモノ」 - Oni o Kurau Mono                                 | 6 marzo 2009     |         |
| 23 | 「死に方が決める生き方」 - Shinikata ga Kimeru Ikikata                | 13 marzo 2009    |         |
| 24 | 「鋼鉄の華」 - Kōtetsu no Hana                                        | 20 marzo 2009    |         |
| 25 | 「お部屋探検だよレイチェルちゃん」 - Oheya Tanken da yo Reicheru-chan | 7 agosto 2009    |         |
| 26 | 「鉄の影」 - Tetsu no Kage                                            | 7 agosto 2009    |         |